# Liuopsylla conica
Liuopsylla conica är en loppart som beskrevs av Zhang Jintong, Wu Houyoung et Liu Quan 1985. Liuopsylla conica ingår i släktet Liuopsylla och familjen mullvadsloppor. Inga underarter finns listade i Catalogue of Life.